# سرانبار کلانتری
سرانبار شیراوند،  روستایی از توابع بخش دوره چگنی شهرستان خرم‌آباد در استان لرستان ایران است.
در اصل از طایفه بزرگ شیراوند تشکیل شده است.ابراهیم خان شیراوند از بزرگان و مشاهیر چگنی در این منطقه سکونت داشته است.

## جمعیت
این روستا در دهستان تشکن قرار دارد و براساس سرشماری مرکز آمار ایران در سال ۱۳۸۵، جمعیت آن ۴۸۲ نفر (۱۰۸خانوار) بوده‌است.